# Regina Pacini
Regina Isabel Luisa Pacini (Lisbona, 6 gennaio 1871 – Buenos Aires, 18 settembre 1965) è stata un soprano e filantropa portoghese.

## Biografia
Era la figlia del baritono italiano Pietro Pacini, e di sua moglie, la spagnola Felisa Quintero.
Studiò a Parigi con Mathilde Marchesi e debuttò nel 1888 come Amina nella Sonnambula di Bellini nel teatro di Lisbona dove ha continuato a cantare, con grande successo fino al 1904. Nel 1889 ha cantato a Milano, Palermo e Londra.
Nel 1899 debuttò al Teatro Solís e al Teatro Politeama dove conobbe Marcelo Torcuato de Alvear, che la seguì per nei diversi teatri del mondo. A Covent Garden Theatre cantò con Enrico Caruso.
All'inizio del XX secolo cantò in diversi teatri italiani (a Roma, Firenze, al Teatro San Carlo e al Teatro alla Scala).
Nel 1907, all'apice della sua carriera, sposò Marcelo Torcuato de Alvear, ritirandosi dalla recitazione e si convertì in un'importante benefattrice. Durante la prima guerra mondiale la coppia visse a Parigi.
È stata una notevole First Lady e un punto di riferimento culturale per decenni.
Nel 1938 ha fondato la Casa del Teatro di Buenos Aires, un rifugio per attori come la Casa Verdi di Milano con 45 camere, due piccoli musei e la sede del Teatro Regina chiamato in suo onore.

## Morte
Morì il 18 settembre 1965, all'età di 94 anni, lasciando la sua fortuna in beneficenza.
In suo onore sono stati chiamati una città (Villa Regina) della Provincia di Río Negro e le strade di diverse città argentine.